# Thormodus Torfæus
Thormod(us) Torfæus (isländska: Þormóður Torfason) född den 27 maj 1636 på Engö, utanför Reykjavik, död den 21 januari 1719 på Stangeland, var en isländsk historieskrivare.  
Torfaeus blev student vid Köpenhamns universitet 1655 och tog där teologisk ämbetsexamen 1657. Fredrik III, som själv var en lärd man, uppdrog åt honom översättningen av isländska fornskrifter, för vilket ändamål Torfæus 1662-63 vistades på Island, och sände honom efter några år till Norge som kamrer i Stavanger stift. 
Torfæus tröttnade dock snart vid denna sysselsättning och blev "antiquarius" med 300 riksdaler i lön, men förlorade vid sin beskyddares död (1670) även denna plats och levde sedan som privatperson till 1682. På en återresa från Island råkade han 1671 på Samsø begå ett vådadråp, som ådrog honom 100 riksdaler i böter och offentlig avbön. 
År 1682 blev han kunglig historiograf för Norge med 600 riksdalers lön och ägnade sig nu helt åt vetenskapen. På en resa till Köpenhamn 1706 föll han i en sjukdom, som berövade honom minnet. Torfæus ligger begraven i Avaldsnes kyrka på Karmöen. Av hans skrifter är mest bekanta Historia Orcadum (1697), Historia Vinlandiae antiquae (1705) och Historia rerum norvegicarum (1711), hans främsta arbete.